# Geranium sophiae
Geranium sophiae är en näveväxtart som beskrevs av Andrej Aleksandrovitj Fjodorov. Geranium sophiae ingår i släktet nävor, och familjen näveväxter. Inga underarter finns listade i Catalogue of Life.